# Grammodes arenosa
Grammodes arenosa là một loài bướm đêm trong họ Erebidae.